# Jarochawa
Jarochawa (biał. Ярохава; ros. Ерохово, Jerochowo) – osiedle na Białorusi, w obwodzie homelskim, w rejonie homelskim, w sielsowiecie Ułukauje, nad Ipucią